# Hotel Transsilvània 4: Transformania
Hotel Transylvania 4: Transformania (originalment en anglès, Hotel Transylvania: Transformania) és una pel·lícula de comèdia i d'aventures animada per ordinador de 2022 produïda per Sony Pictures Animation i estrenada per Amazon Studios. És la quarta i última entrega de la franquícia Hotel Transsilvània i la seqüela d'Hotel Transsilvània 3: Unes vacances monstruoses (2018). La pel·lícula està dirigida per Jennifer Kluska i Derek Drymon (en els seus respectius debuts com a directors) a partir del guió d'Amos Vernon, Nunzio Randazzo i Genndy Tartakovsky, que va dirigir les tres pel·lícules anteriors. És protagonitzada per les veus en anglès d'Andy Samberg, Selena Gomez (que també va ser-ne la productora executiva amb Tartakovsky), Kathryn Hahn, Jim Gaffigan, Steve Buscemi, Molly Shannon, David Spade, Keegan-Michael Key, Brian Hull, Fran Drescher, Brad Abrell i Asher Blinkoff. En aquesta pel·lícula, en Dràcula i en Johnny, que es transformen en humà i monstre, han de trobar el camí cap a Amèrica del Sud per revertir els canvis, abans que les seves transformacions esdevinguin permanents.
Originalment prevista per a ser estrenada als Estats Units l'1 d'octubre de 2021, Sony Pictures Releasing va cancel·lar els plans d'estrena de la pel·lícula i va vendre els drets de distribució de la pel·lícula a Amazon Studios per 100 milions de dòlars, a causa de l'augment dels casos de la variant Delta del SARS-CoV-2 als Estats Units. La cinta es va estrenar exclusivament a Amazon Prime Video el 14 de gener de 2022. La pel·lícula va rebre comentaris diversos de la crítica. Ha estat doblada al català.

## Doblatge
| Personatge   | Veu en anglès      | Veu en català         |
| ------------ | ------------------ | --------------------- |
| Jonathan     | Andy Samberg       | Ivan Labanda          |
| Mavis        | Selena Gomez       | Isabel Valls          |
| Ericka       | Kathryn Hahn       | Maria Moscardó        |
| Van Helsing  | Jim Gaffigan       | Pep Sais              |
| Wayne        | Steve Buscemi      | Lluís Villanueva      |
| Wanda        | Molly Shannon      | (Desconegut)          |
| Griffin      | David Spade        | Joan Pera             |
| Murray       | Keegan-Michael Key | Xavier de Llorens     |
| Dracula      | Brian Hull         | José Posada           |
| Eunice       | Fran Drescher      | Maria del Mar Tamarit |
| Frankenstein | Brad Abrell        | Carles Di Blasi       |
| Reportera    | Chloé Malaisé      | Elisabet Bargalló     |